# Trop (filosofi)
För andra betydelser, se Trop.
Trop en metafysisk term som används inom den så kallade tropteorin som ett försök att lösa universalieproblemet. Universalieproblemet handlar om huruvida egenskaper finns och hurdana de i så fall är. Tropteoretikern menar till skillnad från universalierealisterna att egenskaper är partikularer och inte universalier och menar till skillnad från nominalisterna att egenskaper faktiskt finns.

## Teorin
Partikularerna, menar tropteoretikern, är egenskaper av olika entiteter. Partikularerna, troperna, kan likna varandra, men är inte identiska med varandra. Medan en universalist hävdar att egenskaper är återkommande entiteter som antingen transcendent eller immanent instansifieras i varje objekt menar tropteoretikern att varje trop enbart existerar i den partikulära form som den framträder i objektet. 
Man kan som ett exempel föreställa sig två bollar, där båda bollarna är röda. En tropteoretiker förnekar bestämt, till skillnad från universalisten, att bollarna delar samma rödhet. Istället har varje boll sin egen rödhet, även om dessa två liknar varandra. Man kan föreställa sig boll a och boll b. Den första bollen har en a-rödhet, medan den andra bollen har en b-rödhet. Rödheterna liknar varandra, men är distinkt åtskilda; de existerar enbart som troper i varje entitet. Därigenom kan tropteoretikern förneka att universalier finns.

## Bakgrund
Tropteorin utvecklades av den amerikanske filosofen Donald Cary Williams 1953, även om liknande tankegångar kan spåras tillbaka till Aristoteles. Tropteorin kan betraktas som en riktning inom nominalismen även om vissa betraktar den som ett mellanting mellan nominalism och realism.
I Sverige är bland annat professor Anna-Sofia Maurin, verksam vid Göteborgs universitet, en anhängare av tropteorin (som hon även skrev sin doktorsavhandling om).

## Kritik
Tropteorin stöter på ett problem, nämligen vad denna likhet i sådana fall består i. Tropteoretikern vill förneka att det finns en relation mellan de olika egenskaperna, men en kritiker kan påpeka att likhet är en relation, dessutom en återkommande relation, en relation som uppträder varje gång ett nytt objekt har en egenskap (varje gång ytterligare en boll är röd). Återkommande relationer, kan kritikern hävda, är inte troper, utan universalier. Därigenom måste tropteoretikern åta sig universaliernas existens, vilket var det man från början ville förneka.
Tropteoretikern kan försvara sig med att likhet inte är en relation, utan bara en primitiv del av teorin. Relationen föreligger inte, bara det faktum att verkligheten verkar vara så beskaffad att a-rödhet och b-rödhet liknar varandra.